# جوليا فارغاس ويز
جوليا فارغاس ويز (بالإسبانية: Julia Vargas-Weise) (من 1942 إلى 1 أبريل 2018) هي مصورة بوليفية وكاتبة سيناريو ومدرسة ومخرجة أفلام.

## السيرة الشخصية
ولدت جوليا فارغاس ويز في كوتشابامبا في عام 1942. تدربت باحتراف في مدرسة الفنون والآداب في فريبورغ، سويسرا.
أصبحت معروفة بكونها أول مصورة أنثى محترفة في بوليفيا. ومن 1963 إلى نهاية حياتها، شاركت في 30 معرضًا دوليًا للصور، بما في ذلك 17 معرضًا منفردًا.
في عام 1980 ، أسست وأدارت منظمة غير حكومية عقدت ورش عمل سمعية بصرية للأطفال والمراهقين. في عام 1984، عملت في صناعة السينما لأول مرة، كمصورة ثابتة في الفيلم «لوس هيرمانوس كارتاخينا» (Los Hermanos Cartagena). وعملت بعدها بالإخراج، فأخرجت ثلاثة أفلام، بما في ذلك شحنة محكمة الإغلاق (Sealed Cargo) عام 2015، والذي تم اختياره كمدخل لبوليفيا لجائزة الأوسكار لأفضل فيلم أجنبي في حفل توزيع جوائز الأوسكار التاسع والثمانون، ولكن لم يتم ترشيحه. كما فازت بجوائز لجنة التحكيم الخاصة في مهرجان الفيلم الدولي الهندي السادس والثمانين وفي مهرجان وورلدفيست - هيوستن السينمائي الدولي.
توفيت جوليا فارغاس ويز في برشلونة في 1 أبريل 2018 عن عمر يناهز 76 عامًا.

## روابط خارجية
- جوليا فارغاس ويز على موقع IMDb (الإنجليزية)